# Cryptotomus ustus
O bodião-batata (Cryptotomus ustus) é uma espécie venenosa de peixe teleósteo, um perciforme da família dos escarídeos. Tais animais vivem em regiões de corais, chegando a medir até 22 cm de comprimento. Possuem corpo esverdeado com manchas pardas.